# Neon (Lonely People)
"Neon (Lonely People)" là đĩa đơn thứ sáu của nữ ca sĩ người Đức Lena Meyer-Landrut. Nó được phát hành vào ngày 15 tháng 3 năm 2013. Phiên bản đĩa đơn của ca khúc được remix không lâu sau khi bản chính thức nằm trong album Stardust, được phát hành vào ngày 12 tháng 10 năm 2012.

## Thông tin
"Neon (Lonely People)" được sáng tác bởi Lena cùng với ca sĩ - nhạc sĩ người Anh Mathew Benbrook và Pauline Taylor, người từng cộng tác với Paolo Nutini, Dido, và Faithless. Bản remix được tạo vào đầu năm 2013 bởi Jochen Naaf, một nhà sản xuất đến từ Cologne, người trước đó đã remix những ca khúc của ban nhạc Klee, Polarkreis 18, và Lady Gaga.
Lena lần đầu tiên trình diễn ca khúc này trong một sự kiện quảng bá tại Munich vào ngày 30 tháng 7 năm 2012. Ca khúc lần đầu tiên được chiếu trên TV là chương trình buổi sáng của đài Sat.1 vào ngày 12 tháng 10 năm 2012. Phiên bản đĩa đơn được phát trên radio vào ngày 18 tháng 01, 2013 và trình diễn trực tiếp lần đầu tiên trước một lượng lớn khác giả là chương trình truyền hình Unser Song für Malmö, một chương trình nhằm tìm kiếm tài năng đại diện cho Đức tại Eurovision Song Contest 2013, tại Hanover, 14 tháng 02, 2013.
Trong bài phỏng vấn cho Universal, Lena mô tả bài hát này như sau:
Tôi nghĩ mọi người đều cảm nhận được cảm giác cô đơn, dù cho có rất nhiều người xung quanh bạn. Ví dụ như, trong một đêm ở club. Khi cả thế giới xuất hiện quá nhiều nhưng cũng đầy trống rỗng. Nhưng sau đó, trên sàn nhảy, một người nào đó đi vào lối mòn của bạn, thì cảm giác cô đơn bất chợt biến mất. Đó là điểm nhấn của "Neon". Mọi thứ trở nên tốt hơn khi âm nhạc bất đầu, hay đại loại vậy.

Vào ngày 22 tháng 02, 2013, bản kĩ thuật số trên iTunes và Amazon.de đưa ra một phiên bản mới của album Stardust với phiên bản đĩa đơn của Neon (Lonely People).

## MV
MV được quay vào đầu tháng 02, 2013 tại Rathenau-Hallen ở thủ đô Berlin. MV được đạo diễn bởi Bode Brodmüller, người từng đạo diễn MV cho ca khúc Stardust của Lena năm ngoái. MV được ra mắt vào ngày 01 tháng 3 năm 2013. Khung cảnh là một nhà kho trống, tập trung vào Lena với các tư thế khác nhau, khi nhảy múa, lúc nằm, khi đứng yên, lúc ngồi trên xích đu. Thỉnh thoảng có một số vũ công trình diễn các động tác trông như balê. Dải đèn treo trần trần nhà nhằm minh hoạ cho ánh sáng neon trong ca từ.

## Tracklist
| STT | Nhan đề                                 | Thời lượng |
| --- | --------------------------------------- | ---------- |
| 1.  | "Neon (Lonely People)" (đĩa đơn)        | 3:32       |
| 2.  | "Neon (Lonely People)" (Beatgees remix) | 3:36       |

## Bảng xếp hạng
| Bảng xếp hạng (2013)                            | Vị trí cao nhất |
| ----------------------------------------------- | --------------- |
| Trường songid là BẮT BUỘC CHO BẢNG XẾP HẠNG ĐỨC | 38              |